# Paranormal
Paranormal je sedmadvacáté studiové album amerického hudebníka Alice Coopera. Vydáno bylo 28. července roku 2017. Na albu se podílela řada hostů, například Larry Mullen ze skupiny U2, Roger Glover z Deep Purple či Billy Gibbons ze ZZ Top. Jeho producentem byl Bob Ezrin.

## Seznam skladeb
1. Paranormal – 4:11
2. Dead Flies – 2:22
3. Fireball – 4:49
4. Paranoiac Personality – 3:12
5. Fallen in Love – 3:34
6. Dynamite Road – 2:43
7. Private Public Breakdown – 3:26
8. Holy Water – 3:08
9. Rats – 2:39
10. The Sound of A – 4:07

Bonusy (s klasickou sestavou Cooperovy kapely)
1. Genuine American Girl – 4:27
2. You and All of Your Friends – 2:41

Bonusy (soudobé koncertní nahrávky)
1. No More Mr. Nice Guy – 3:10
2. Under My Wheels – 2:56
3. Billion Dollar Babies – 3:38
4. Feed My Frankenstein – 5:01
5. Only Women Bleed – 5:08
6. School's Out – 6:06

## Obsazení
- Alice Cooper – zpěv (všechny písně), doprovodné vokály (7)

Základní album
- Tommy Denander – kytara (všechny písně)
- Tommy Henriksen – kytara (všechny písně), doprovodné vokály (všechny písně), perkuse (4, 6, 9), zvukové efekty (4, 6, 9, 10), klávesy (9)
- Larry Mullen mladší – bicí (1–8, 10)
- Bob Ezrin – klávesy (1, 9), varhany (3, 10), zvukové efekty (4), doprovodné vokály (7)
- Roger Glover – baskytara (1)
- Billy Gibbons – kytara (5)
- Jimmy Lee Sloas – baskytara (2, 4–8)
- Dennis Dunaway – baskytara (3, 9 10)
- Parker Gispert – kytara (7), doprovodné vokály (7)
- Steve Hunter – kytara (8)
- Demi Demaree – doprovodné vokály (8, 10)
- Johnny Reid – doprovodné vokály (8, 10)
- Jeremy Rubolino – horny (8)
- Adrian Olmos – horny (8)
- Chris Traynor – horny (8)
- Michael Bruce – kytara (9)
- Neal Smith – bicí (9)
- Nick Didkovsky – kytara (3, 10)

Bonusy s původní kapelou
- Michael Bruce – kytara (obě písně)
- Neal Smith – bicí (obě písně)
- Dennis Dunaway – baskytara (obě písně)
- Steve Hunter – kyrara (11, 12)
- Bob Ezrin – klávesy (11), doprovodné vokály (11)
- Tommy Denander – kytara (obě písně)
- Nick Didkovsky – kytara (12)
- Tommy Henriksen – doprovodné vokály (12)

Koncertní nahrávky
- Chuck Garric – baskytara, doprovodné vokály
- Nita Strauss – kytara, doprovodné vokály
- Glen Sobel – bicí
- Tommy Henriksen – kytara, doprovodné vokály
- Ryan Roxie – kytara, doprovodné vokály